# Sint-Momelijn
Sint-Momelijn, Sint-Mommelingen of Oudemunster (Frans: Saint-Momelin) is een gemeente in de Franse Westhoek in het Franse Noorderdepartement. De gemeente ligt in Frans-Vlaanderen op de grens van het Houtland en het Marais audomarois. Sint-Momelijn grenst aan de gemeenten Wulverdinge, Lederzele, Nieuwerleet, Sint-Omaars, Serques en Waten. Sint-Momelijn ligt aan de Aa, ten zuiden van de Watenberg. De gemeente heeft ruim 300 inwoners.

## Geschiedenis
Sint-Mommolinus was een monnik in de Abdij van Luxeuil en werd daarna prior van het "oude-klooster" of "oude-munster"  (nu: Sint-Momelijn) nabij Sint-Omaars. Vandaar ging hij naar het nieuwe klooster in Sithiu (oudere naam voor Sint-Omaars), dat zijn goede vriend monnik Bertinus gesticht had.

## Bezienswaardigheden
- De Sint-Mommolinuskerk (Église Saint-Momelin)
- Op de begraafplaats van Sint-Momelijn bevinden zich twee Britse oorlogsgraven uit de Tweede Wereldoorlog.

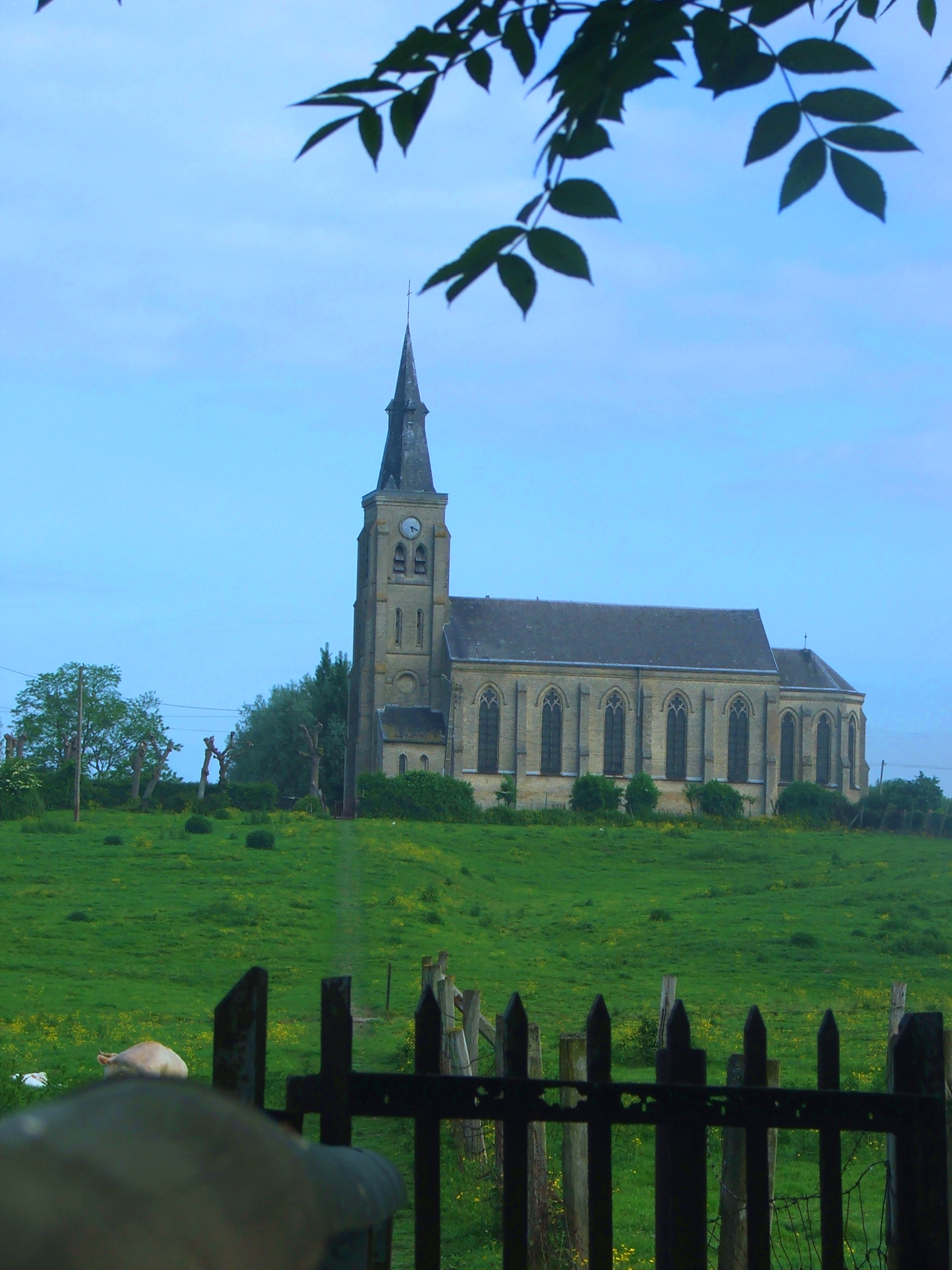
De Sint-Mommolinuskerk
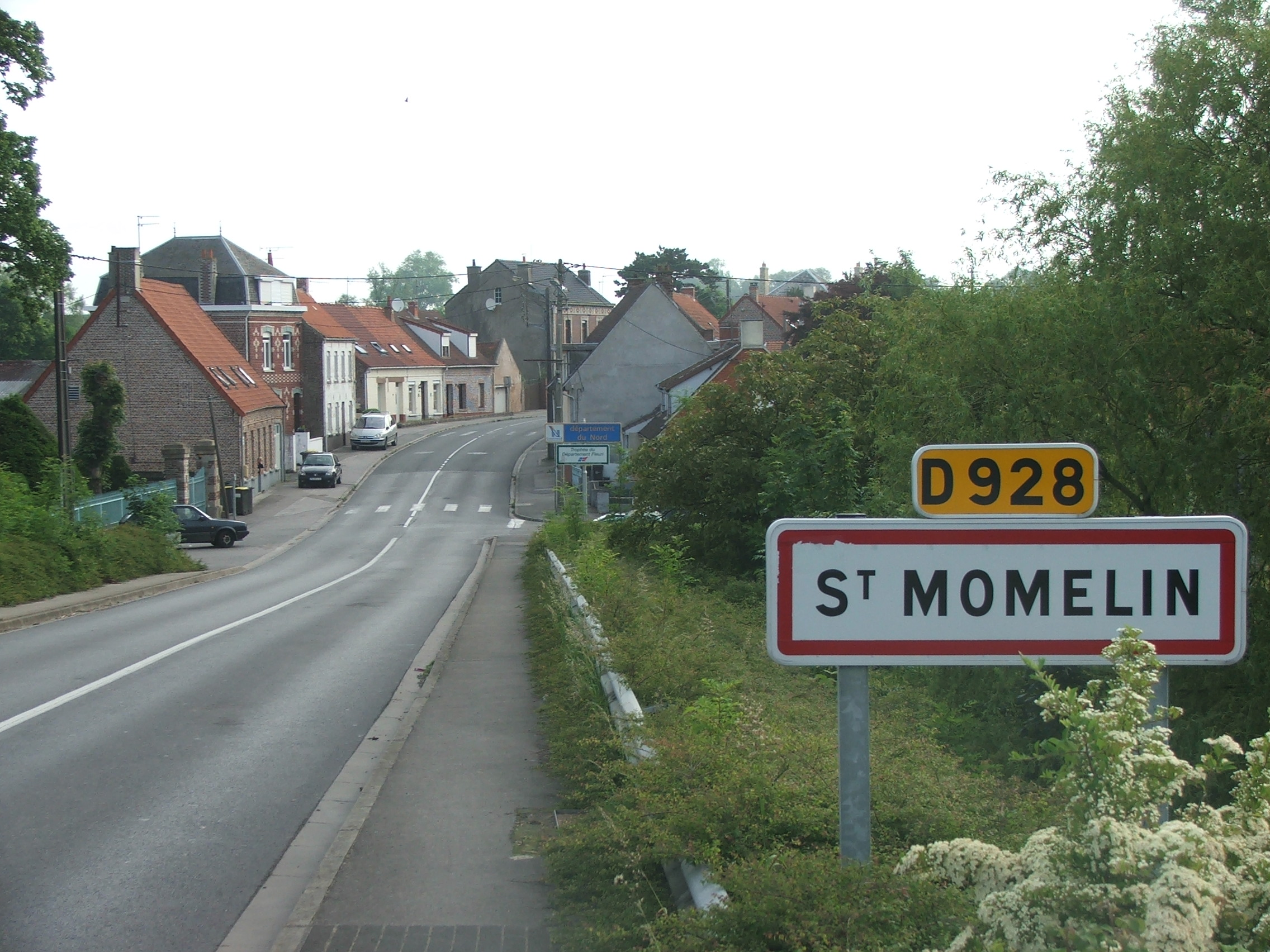
Zicht op Sint-Momelijn
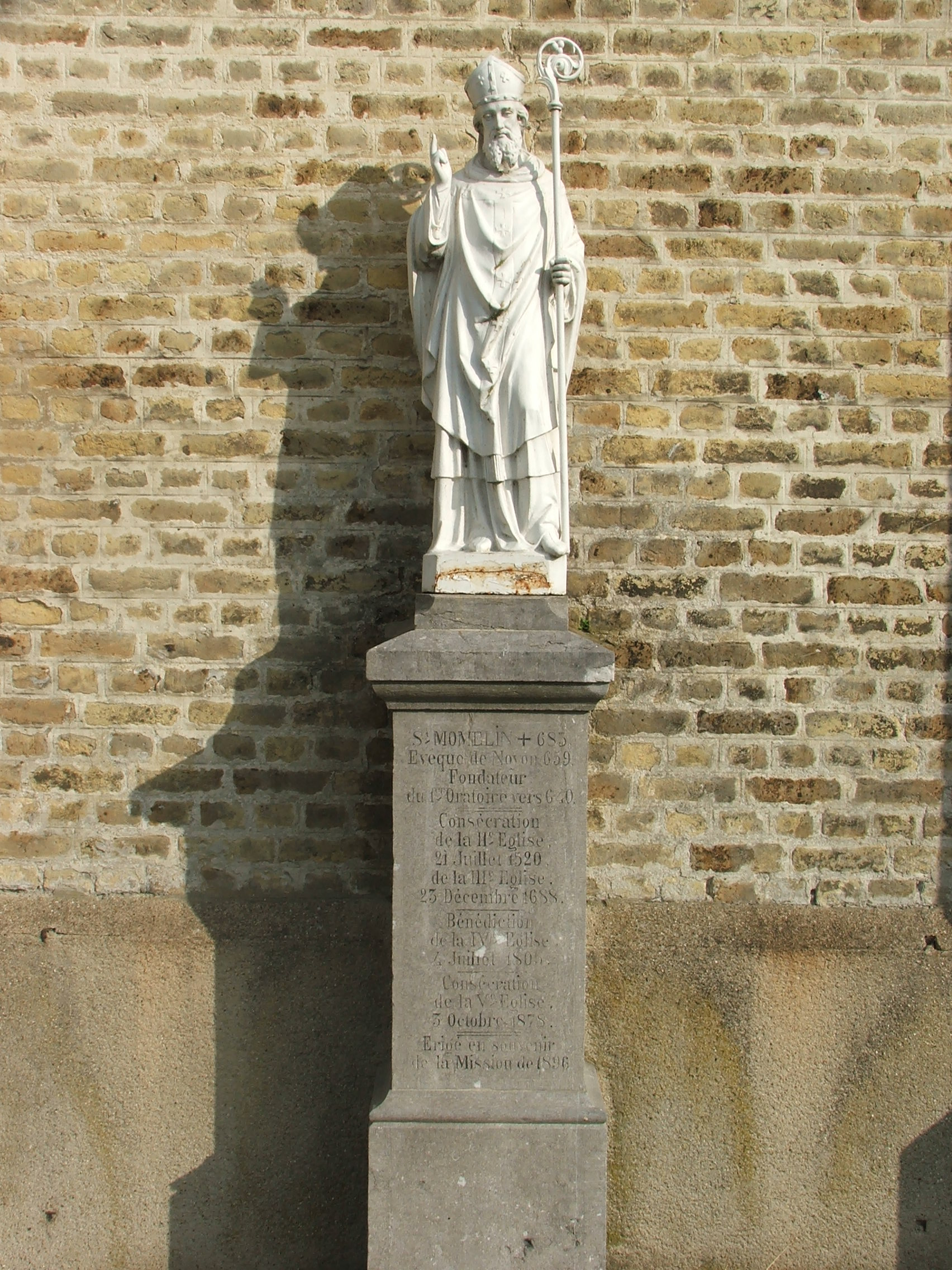
Beeldje van Sint-Mommolinus
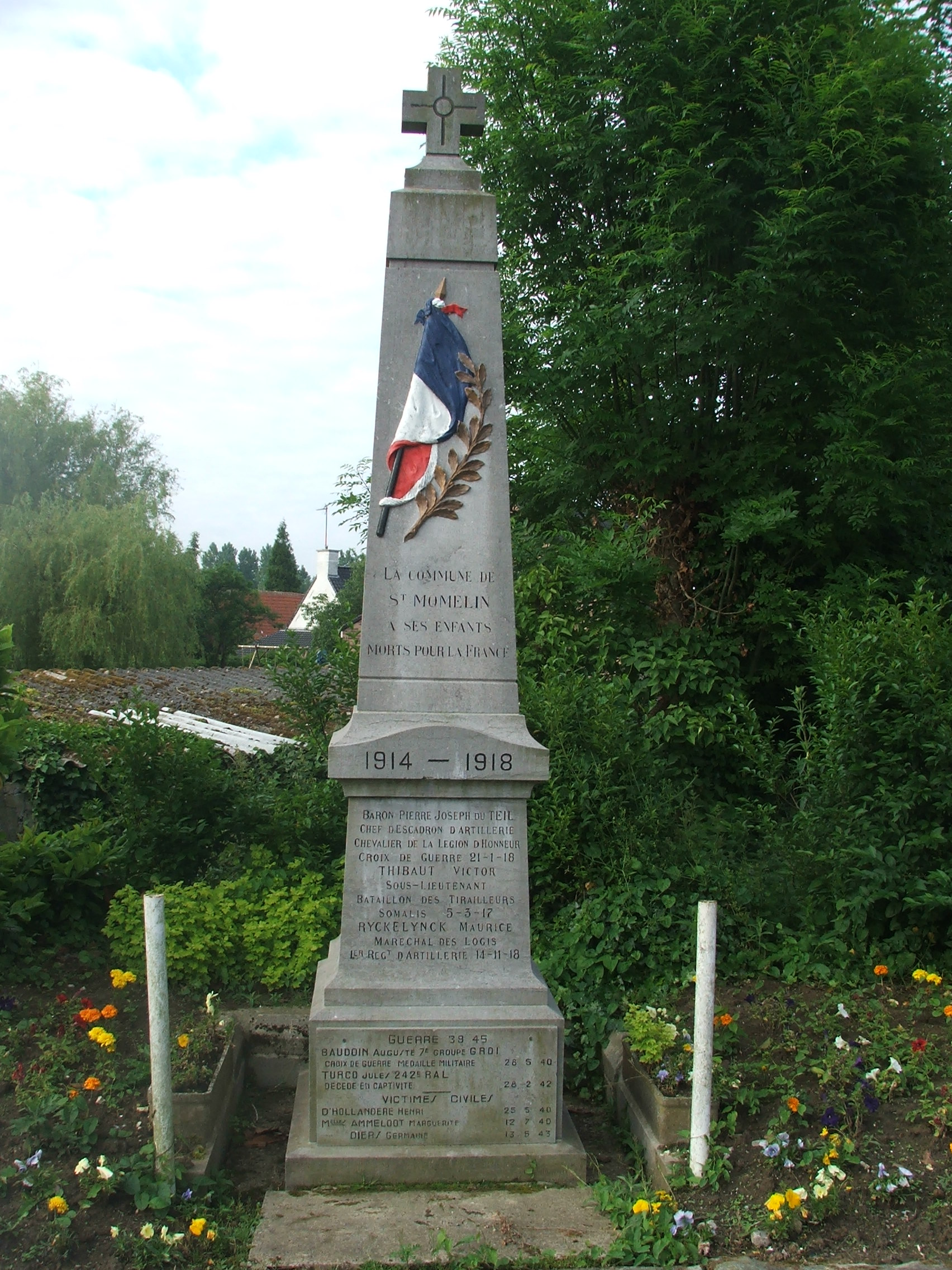
Monument voor de gesneuvelden

## Natuur en landschap
Sint-Momelijn ligt aan de Aa op een hoogte van 0-71 meter. De plaats bevindt zich in het Houtland. In het noorden vindt men het Bois du Ham.

## Demografie
Onderstaande figuur toont het verloop van het inwonertal (bron: INSEE-tellingen).

## Nabijgelegen kernen
Nieuwerleet, Buisscheure, Lederzele, Wulverdinge, Waten